# Touring Band 2000
Touring Band 2000 — музичний документальний фільм рок-гурту Pearl Jam, що вийшов 2001 року.

## Сюжет
Фільм складається із записів концертних виступів гурту під час турне 2000 року Північною Америкою на підтримку альбому Binaural. На відміну від професійних документальних фільмів, що знімаються під керівництвом режисера, ці записи створили учасники табору Pearl Jam — Ліз Бернс, Стів Гордон та Кевін Шусс. До фільму увійшло 28 пісень, виконаних в 19 різних містах; зокрема, п'ять пісень було зіграно в Сіетлі. В анотації до диска було вказано, що DVD став певним аналогом аудіобутлегів, які Pearl Jam почали видавати після кожного концерту починаючи з 2000 року.
Окрім основних записів концертних виступів, фільм містив бонусний матеріал. До нього увійшли відеокліпи на пісні «Do The Evolution» та «Oceans», останній з яких раніше не видавався в США. Три пісні — «Evacuation», «Even Flow» та «In My Tree» — було знято зі спеціальної камери, що показувала лише барабанщика Метта Кемерона. Також гурт додав декілька записів, знятих за лаштунками сцени, а також деякі фрагменти європейської частини турне. На доданок до відео, DVD містив три інструментальні композиції, що не потрапили до альбому Binaural.

## Критичні відгуки
В музичному каталозі AllMusic відео та DVD диск отримали високу оцінку: чотири з половиною зірки з п'яти. Джей Ті Ґріффіт порекомендував його як завзятим фанатам гурту, так і тим, хто не слідкував за Pearl Jam з початку дев'яностих. На думку оглядача, фільм став «найкращим у своєму роді», піднявши планку стандартів для відео рок-гуртів дуже високо.
В онлайн-журналі IGN було опубліковано рецензію читача Майкла Ворбінгтона, який був фанатом Pearl Jam протягом 10 років. Він оцінив фільм на 9 з 10, особливо виділивши бонусні матеріали, серед яких відео на пісню «Smile», створене з матеріалів, знятих в Європі.

## В ролях
- Джеф Амент
- Стоун Ґоссард
- Метт Кемерон
- Майк Маккріді
- Едді Веддер

## Список пісень
| #   | Назва                       | Тривалість |
| --- | --------------------------- | ---------- |
| 1.  | «The Long Road»             |            |
| 2.  | «Corduroy»                  |            |
| 3.  | «Grievance»                 |            |
| 4.  | «Animal»                    |            |
| 5.  | «Gods' Dice»                |            |
| 6.  | «Evacuation»                |            |
| 7.  | «Given To Fly»              |            |
| 8.  | «Dissident»                 |            |
| 9.  | «Nothing As It Seems»       |            |
| 10. | «Even Flow»                 |            |
| 11. | «Lukin»                     |            |
| 12. | «Not For You»               |            |
| 13. | «Daughter»                  |            |
| 14. | «Untitled»                  |            |
| 15. | «MFC»                       |            |
| 16. | «Thin Air»                  |            |
| 17. | «Leatherman»                |            |
| 18. | «Better Man»                |            |
| 19. | «Nothingman»                |            |
| 20. | «Insignificance»            |            |
| 21. | «I Got Id»                  |            |
| 22. | «Rearviewmirror»            |            |
| 23. | «Wishlist»                  |            |
| 24. | «Jeremy»                    |            |
| 25. | «Do The Evolution»          |            |
| 26. | «Go»                        |            |
| 27. | «Parting Ways»              |            |
| 28. | «Rockin' In The Free World» |            |